# Jean-Baptiste Adam
Jean-Baptiste Adam (... – 1766) è stato uno scultore francese, attivo a Parigi.

## Biografia
Era fratello di Nicolas-Félix Adam (e quindi zio di Jacques-Félix); le fonti parlano di un terzo fratello, Jean, il quale sarebbe però, secondo il Benezit, la stessa persona di Jean-Baptiste. Ammesso all'Académie de Saint-Luc nel 1716, ne divenne professore e direttore nel 1731.